# Grotte de l'Addaura
La grotte de l'Addaura  (italien : Grotta dell'Addaura) est un complexe composé de trois grottes naturelles situé sur le versant nord-est du Monte Pellegrino à Palerme en Sicile, dans le Sud de l'Italie. La particularité du complexe est la présence de gravures pariétales datant de l'Épigravettien (contemporain avec le Magdalénien) durant le Mésolithique.
Sur le côté du Monte Pellegrino, surplombant Palerme, au sud-ouest de plage de Mondello à 70 mètres au-dessus du niveau de la mer se trouvent des grottes et cavités où des ossements et des outils de chasse ont été abandonnés, attestant d'une présence humaine au début du Paléolithique et durant le Mésolithique. Ces restes sont maintenant exposés au musée archéologique régional de Palerme. Leur importance est principalement liée à l'extraordinaire ensemble de gravure pariétale qui orne la caverne, constituant un exemple unique dans le panorama de l'art pariétal préhistorique. Le  nom Addaura provient de l'arabe : الدورة al-dawrah, « le circuit ».

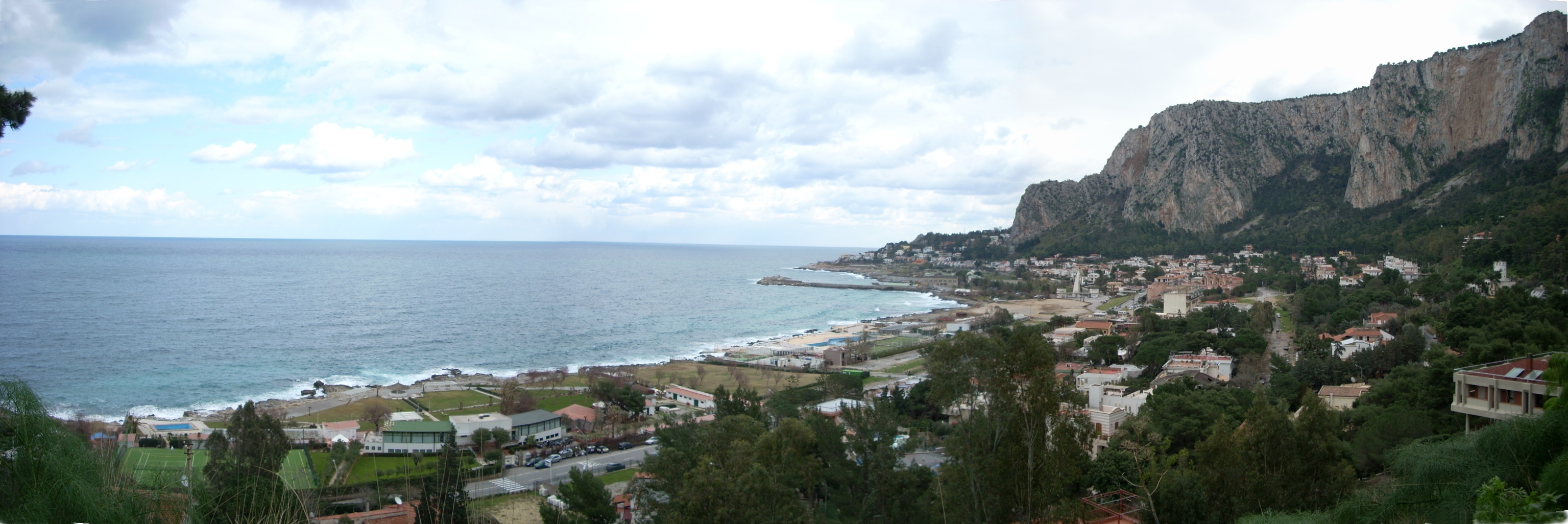
Vue du village d'Addaura sur la cote nord de la Sicile ; Monte Pellegrino se trouve sur la droite et les cavernes surplombent le village depuis la montagne.

## Histoire
La découverte de gravures dans la grotte d'Addaura est récente et s'est faite de manière quasi accidentelle. Les trois grottes qui composent le complexe ont depuis été étudiées par les paléoanthropologues, de la même manière que le squelette de l'éléphant nain découvert sur le site.
À la suite de l'opération Husky en 1943 et l'arrivée à Palerme des troupes alliées, les grottes de la région ont été utilisées pour le stockage de munitions et d'explosifs. L'explosion accidentelle de l'arsenal à la fin de la guerre a conduit à l'effondrement des parois principales de la grotte, révélant des gravures très anciennes. Les gravures ont été étudiées très attentivement par l'archéologue Jole Bovio Marconi, dont les travaux été publiés en 1953.
Cette série d'images n'a pas été conçue comme tableau d'ensemble. L'intérêt évident pour la figure humaine et surtout pour le mouvement suggère toutefois un nouveau mode de conception de la figuration.
Depuis 1997 les grottes de l'Addaura ne sont plus accessibles aux visiteurs, le site ayant été fermé pour cause de risque d'effondrement liés à l'instabilité de la structure. En 2012, les mesures nécessaires au renforcement de la structure n'ont toujours pas été mises en œuvre et le site est abandonné et victime de vandalisme,.

## Les gravures sur rocher
Sur l'une des grottes se trouve un vaste et riche complexe de gravures datant du Gravettien et du Mésolithique, représentant des humains et des animaux. Parmi un large groupe de bovidés, chevaux sauvages et cervidés est représentée une scène dominée par la présence de figures humaines : neuf personnages, disposés en cercle, entourent deux figures centrales dont les têtes sont couvertes et les corps sont fortement cabrés. Les personnages verticaux sont représentés avec un visage à bec d'oiseau et une chevelure (ou une coiffe). Ils donnent l'impression de danser. Les deux personnages centraux sont allongés sur le ventre, les jambes rabattues, talons aux fesses, le sexe en érection.
Des hypothèses des plus variées ont été avancées concernant l'interprétation de cette scène, l'identité de ces personnages et la signification de la position de deux d'entre-eux au sein du groupe. Selon certains chercheurs ces personnes pourraient être des acrobates en cours de représentation. Selon d'autres, la scène représente un rituel nécessitant le sacrifice de deux individus sous la supervision d'un shaman. La crédibilité de cette hypothèse est renforcée par la présence de liens autour des cous et des côtés des deux corps aux postures non-naturelles et vraisemblablement douloureuses. Cela pourrait aussi correspondre à un rite de strangulation, tel qu'il est pratiqué dans d'autres cultures. Cette hypothèse impliquerait que les deux personnages masqués autour des personnages à sacrifier seraient des shamans présidant à la cérémonie d'initiation. D'autres chercheurs, dont Jole Bovio Marconi, considèrent que les deux personnages centraux sont des hommes s'adonnant à des activités homosexuelles, « mais la position inversée des corps rend cette supposition peu vraisemblable ».
Les gravures d'Addaura sont particulièrement intéressantes de par l'attention inhabituelle accordée à l'environnement entourant la scène principale, un cas unique dans l'art paléolithique. La représentation des personnages humains, dans le style typique du bassin Méditerranéen, comme à Levanzo (Grotta del Genovese), est quelque chose de nouveau en termes de style et de forme.